# Ariobarzane di Atropatene
Ariobarzane di Atropatene è il nome di due sovrani della Media Atropatene.

## Ariobarzane I
Ariobazarne I è stato il padre di Artavasde I di Media Atropatene (anche detto Artabazo) e nonno di Ariobarzarne II.

## Ariobarzane II
Ariobarzane di Atropatene (fl. I secolo a.C.-I secolo) è stato un re della Media Atropatene che fu insediato dall'imperatore romano Augusto sul trono del regno di Armenia dopo la cacciata di Tigrane IV ed Erato, probabilmente nell'1 a.C., a seguito di una sommossa promossa dai nobili armeni.
L'elezione di un re di origini straniere fu il tentativo di promuovere nel regno d'Armenia una nuova dinastia, fedele a Roma, da parte dell'Impero romano, visto le vicissitudini di continui tradimenti e voltafaccia dimostrati dalla legittima dinastia armena degli Artassidi.
Questo tentativo fallì presto, poiché, dopo la morte di Ariobarzane (sembra per un incidente), suo figlio Artavaside IV venne assassinato poco dopo.
Un motivo fondamentale per questo fallimento fu sicuramente l'avversione della nobiltà armena ad accettare passivamente le scelte arbitrarie dell'Imperatore Romano, che tendevano ad esautorarli dal loro compito di custodi istituzionali della dinastia armena. Un secondo motivo, non meno importante, fu la forte influenza dei Parti nelle vicende politiche del vicino regno armeno. Nel corso della storia della dinastia artasside, alcuni dei sovrani armeni dovettero ai Parti e alla loro politica la loro stessa elezione.
Questo periodo di interregno venne del tutto ignorato dalla storiografia del tempo, e non avendo documenti e testimonianze originali è impossibile ricostruirne fedelmente le fasi.
Tuttavia i nobili armeni non si dimostrarono capaci di esercitare in maniera coerente il loro compito di garanti della legittima dinastia armena, e, dopo un breve periodo di tumulti e sommosse, dovettero subire la destituzione definitiva della dinastia artasside in favore di una nuova dinastia di origini partiche imposta da Roma, nella persona di Vonone I, che venne eletto nel 12 d.C., dopo la sua cacciata dal trono di Partia per opera di Artabano II.